# José Dolores Cerón
José Dolores Cerón (eigentl. Pedro Pablo Cerón, * 29. Juni 1897 in Santo Domingo; † 22. März 1969 ebenda) war ein dominikanischer Komponist.
Cerón hatte als Kind Klavierunterricht bei Arturo Senior und Unterricht in Komposition und Harmonielehre bei José de Jesús Ravelo und Esteban Peña Morell. Außerdem erlernte er das Cello- und Kontrabassspiel bei Cándido Castellanos. 1920 gründete er ein eigenes Orchester, für das er als Dirigent, Komponist und Cellist arbeitete und mit dem er im Club de Artesanos auftrat. 1925 wurde er Vizedirektor, 1930 Direktor der Banda de Música der dominikanischen Armee. Außerdem war er künstlerischer Direktor des Senders La Voz Dominicana und Dirigent von dessen Orquesta de Conciertos.
Neben Orchesterwerken, darunter zwei Sinfonien und sinfonischen Dichtungen (A Caída de la Tarde, Las Vírgenes Galindo) komponierte Cerón den Himno del Ejercito Nacional und eine Reihe populärer Romanzen. Prodigio wurde bekannt in der Interpretation des Baritons Guarionex Aquino und des Tenors Rafael Sánchez Cestero, Como tu Besabas wurde von Eduardo Brito und seiner Frau Rosa Elena Bobadilla auf Platte aufgenommen.